# Gorges de Trevezel
Gorges de Trevezel este o arie protejată (sit de importanță comunitară — SCI) din Franța întinsă pe o suprafață de 396 ha, integral pe uscat.

## Localizare
Centrul sitului Gorges de Trevezel este situat la coordonatele 44°04′03″N 3°19′18″E / 44.0675°N 3.32167°E.

## Înființare
Situl Gorges de Trevezel a fost declarat arie specială de conservare în baza directivei 92/43 din 1992 referitoare la conservarea habitatelor naturale și a faunei și florei sălbatice pentru a proteja 5 specii de animale.

## Biodiversitate
Situată în ecoregiunea mediteraneană, aria protejată conține 6 habitate naturale: Pajiști uscate seminaturale și facies de acoperire cu tufișuri pe substraturi calcaroase (Festuco-Brometalia) (* situri importante pentru orhidee), Pante stâncoase calcaroase cu vegetație casmofită, Păduri de fag din Europa Centrală dezvoltate pe sol calcaros cu Cephalanthero-Fagion, Râuri de munte și vegetația lor lemnoasă cu Salix elaeagnos, Ape puternic oligomezotrofe cu vegetație bentonică cu Chara spp., Peșteri inaccesibile publicului.
La baza desemnării sitului se află mai multe specii protejate de  mamifere (5): castor (Castor fiber), vidră de râu (Lutra lutra), liliac cu urechi de șoarece (Myotis blythii), liliacul mare cu potcoavă (Rhinolophus ferrumequinum), liliacul mic cu potcoavă (Rhinolophus hipposideros).